# 薩克·賈倫
薩克里·彼得·賈倫（英語：Zachary Peter Gallen，1995年8月3日—），為美國職棒大聯盟的投手，目前效力於亞利桑那響尾蛇。他先前曾效力於邁阿密馬林魚。

## 職業生涯

### 小聯盟時期
2016年美國職棒大聯盟選秀，賈倫在第三輪106順位被紅雀選走。2017年，他先後升上2A與3A。那年他合計拿下10勝8敗，防禦率2.93。

### 邁阿密馬林魚
2017年12月14日，紅雀將賈倫、山迪·艾爾康塔拉、Magneuris Sierra和Daniel Castano交易到馬林魚，換來馬歇爾·歐祖納。他在2018年受邀參加大聯盟春訓，並在小聯盟拿下8勝9敗，防禦率3.65的成績。2019年，他一樣從3A開季。
2019年6月20日，賈倫登上大聯盟。他在初登板主投5局送出6次三振失1分。

### 亞利桑那響尾蛇
2019年7月31日，馬林魚將賈倫交易到響尾蛇，換來游擊手傑茲·齊森姆。該年他先發8場比賽，拿下2勝3敗，防禦率2.89。隔年他在縮水賽季拿下3勝2敗，防禦率2.75，並投出72次三振。

## 外部連結
- 球員資訊和成績在MLB，ESPN，Baseball-Reference，Fangraphs（英文）
- 薩克·賈倫的X（前Twitter）